# Сатылган
Сатылган (тат. Satılğan, Сатылган, ساتيلغان‎, ум. ок. кон. 1506) — царевич, касимовский правитель (1491—1506), сын Нур-Девлет хана. Получил власть ещё при жизни отца.
В 1491 г. возглавил совместный поход русского, касимовского и казанского войск на степные улусы Большой Орды для поддержки действий крымского хана Менгли-Гирея.

От великого князя Ивана Васильевичя всея Руси князю Василью Ромодановскому. Писал ко мне Менли-Гирей царь в своих грамотах с Мереккою и с Кутушом, чтобы мне послати на поле под Орду Саталгана царевичя, да и русскую рать и казанскую рать. И яз Саталгана царевичя послал на поле с уланы и со князми и со всеми казаки,  да и русскую рать; а в воеводах есми отпустил с русской ратью князя Петра Микитича да князя Ивана Михайловичя Репню-Оболенских; а людей есми послал с ними не мало; да и братни воеводы пошли с моими воеводами и сестричичев моих резанских обеих воеводы пошли. А в Казань к Ахмет-Аминю царю послал есми брата твоего князя Ивана, а велел ему есми итти с казанскою ратью вместе наезжати Саталгана царевича.

В договорной грамоте, заключенной 19 августа 1496 г. между великим князем Иваном Васильевичем Рязанским и его братом князем Федором Васильевичем упоминается Царевичев ясак Сатылганов — «дань», которую платили рязанские князья касимовским царевичам. Это свидетельствует о его владение Касимовым ещё при жизни отца.
По крайней мере с июля 1501 по август 1503 г. находился под стражей в Москве. Вероятно был помилован после смерти своего отца Нур-Девлета, т.к. в мае 1504 г. снова был касимовским владетелем.
Во время войны с Казанью в 1505—07 гг. вместе с братом Джанаем командовал татарским конным полком в составе русского войска.